# Ctenochromis oligacanthus
Ctenochromis oligacanthus är en fiskart som först beskrevs av Regan 1922.  Ctenochromis oligacanthus ingår i släktet Ctenochromis och familjen Cichlidae. IUCN kategoriserar arten globalt som livskraftig. Inga underarter finns listade i Catalogue of Life.